# パーソンズタウンのリヴァイアサン

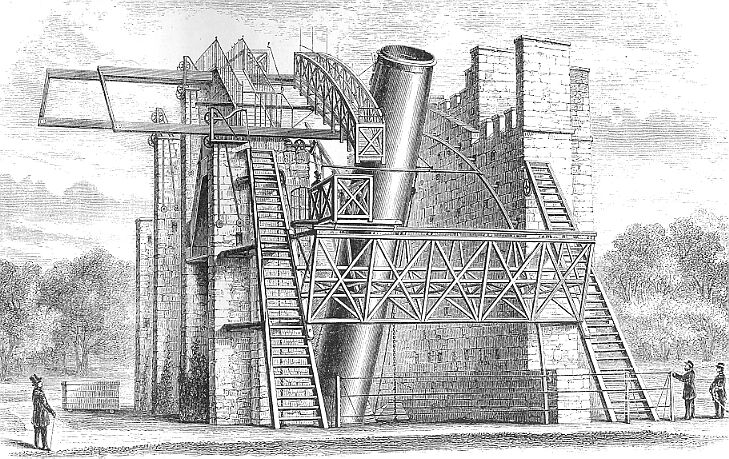
銅版画に描かれたロス卿の72インチ望遠鏡（「リヴァイアサン」）

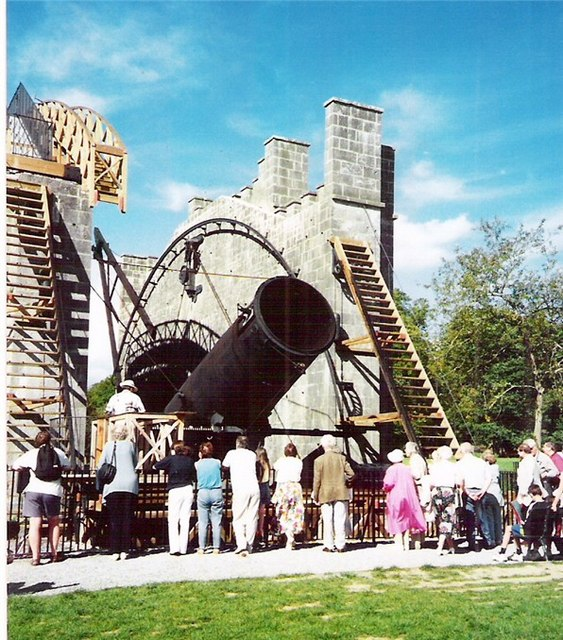
72インチ望遠鏡の遺構（1997年）

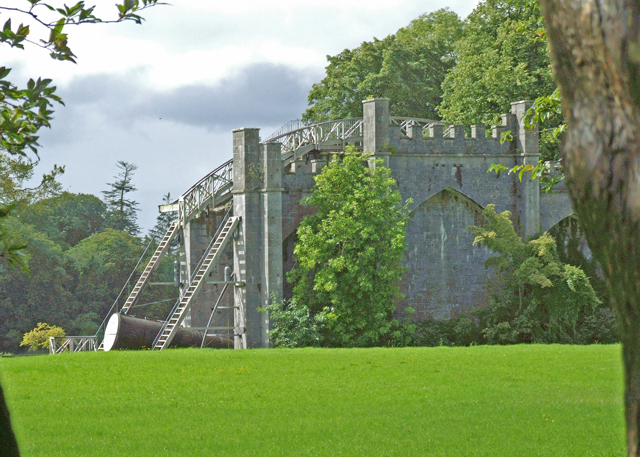
バール城に現存する72インチ望遠鏡の遺構

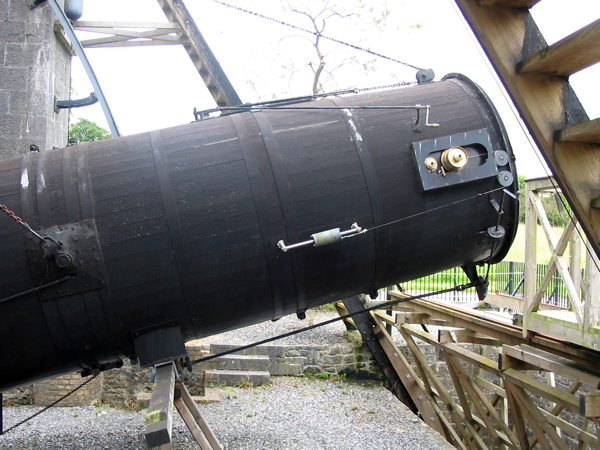
復元された望遠鏡（2005年撮影）

パーソンズタウンのリヴァイアサン（英語: Leviathan of Parsonstown）は1840年代にロス卿（ウィリアム・パーソンズ）が建造した口径72インチの反射望遠鏡。

## 概要
1840年代にロス卿はアイルランドのオファリー県バール（後にパーソンズタウンと呼ばれる）の地に口径72インチの天体望遠鏡を建設した。この大望遠鏡はニュートン式の反射望遠鏡であり、「パーソンズタウンのリヴァイアサン（怪物）」と呼ばれた。その後1917年にウィルソン山天文台の口径100インチの望遠鏡ができるまで数十年にわたって世界最大の望遠鏡であった。この望遠鏡はかつてないほどの大口径であり、またそれ以前の望遠鏡技術者が望遠鏡製作上のノウハウを秘密にしていたり製作技術を公表していなかったため、彼がこの望遠鏡を建設するためには様々な新しい技術を発明する必要があった。彼の望遠鏡は技術的・建築学的に素晴らしい成果であるとされ、この望遠鏡の画像はイギリス連邦の中で広く伝えられた。
この望遠鏡の反射鏡は銅と錫の合金であるスペキュラム合金で作られていた。この合金は湿気の多い気候の下ではすぐに曇ってしまうため、この鏡は6ヶ月ごとに再研磨する必要があった。そのため、ロス卿は2枚の鏡を用意し、片方を使う間にもう片方を再研磨して使用した。望遠鏡の建設作業はジャガイモ飢饉の間は中断せざるを得なかったものの、1847年には観測を開始した。この望遠鏡の集光力は当初の予想以上で、稼動当初は18等星まで観測することができた。しかしアイルランドの空は天文観測にはあまり適しておらず、天候に恵まれなかったために観測に適した夜は一年のうちでも非常に少なかった。
ロス卿は先駆的な天文学の研究を行い、いくつかの星雲に渦巻状の模様が見られることを発見した。これは今日では渦巻銀河として知られている天体である。彼が見つけた最初の渦巻銀河は M51 で、彼が残したスケッチは現代の写真と非常によく似ている。そのため、この銀河は英語では Whirlpool（渦状） Galaxy （日本では子持ち銀河）
の名で知られている。
ロス卿の長男のローレンス・パーソンズも観測を行ったが、1908年の彼の死後に反射鏡は撤去されてロンドンのサイエンス・ミュージアムに移送・展示されている。その後もこの望遠鏡の鏡筒などの遺構はバール城に残されていたが、1996年から1997年にかけて、現地調査とロス卿の妻メアリー・ロスが残した写真を元に修復・復元され、1999年にアルミニウム製の反射鏡が設置されて望遠鏡としての復活を果たした。

## 文献
- フレッド・ワトソン 著、長沢工, 永山淳子 訳『望遠鏡400年物語 : 大望遠鏡に魅せられた男たち』地人書館、2009年。ISBN 9784805208113。